# Aindling
Aindling ist ein Markt im schwäbischen Landkreis Aichach-Friedberg in Bayern und Sitz der Verwaltungsgemeinschaft Aindling.
Überregionale Bekanntheit erfuhr der Ort durch den Fußballverein TSV Aindling, der mehrere Jahre in der fünfthöchsten deutschen Liga, der Bayernliga, spielte.

## Geografie

### Lage
Die Gemeinde liegt in der Planungsregion Augsburg. Das Ortsgebiet wird vom Litzelbach durchflossen.

### Gemeindegliederung
Die Gemeinde hat elf Gemeindeteile auf 6 Gemarkungen:
| Gemarkung  | Gemeindeteil  | Ortstyp   |
| ---------- | ------------- | --------- |
| Aindling   | Aindling      | Hauptort  |
| Binnenbach | Binnenbach    | Kirchdorf |
| Gaulzhofen | Gaulzhofen    | Dorf      |
| Hausen     | Hausen        | Kirchdorf |
| Hausen     | Arnhofen      | Kirchdorf |
| Hausen     | Neßlach       | Weiler    |
| Hausen     | Weichenberg   | Weiler    |
| Pichl      | Pichl         | Kirchdorf |
| Pichl      | Edenhausen    | Dorf      |
| Pichl      | Eisingersdorf | Kirchdorf |
| Stotzard   | Stotzard      | Pfarrdorf |

### Nachbargemeinden
- Affing (Landkreis Aichach-Friedberg)
- Hollenbach (Landkreis Aichach-Friedberg)
- Petersdorf (Landkreis Aichach-Friedberg)
- Pöttmes (Landkreis Aichach-Friedberg)
- Rehling (Landkreis Aichach-Friedberg)
- Thierhaupten (Landkreis Augsburg)
- Todtenweis (Landkreis Aichach-Friedberg)

## Geschichte

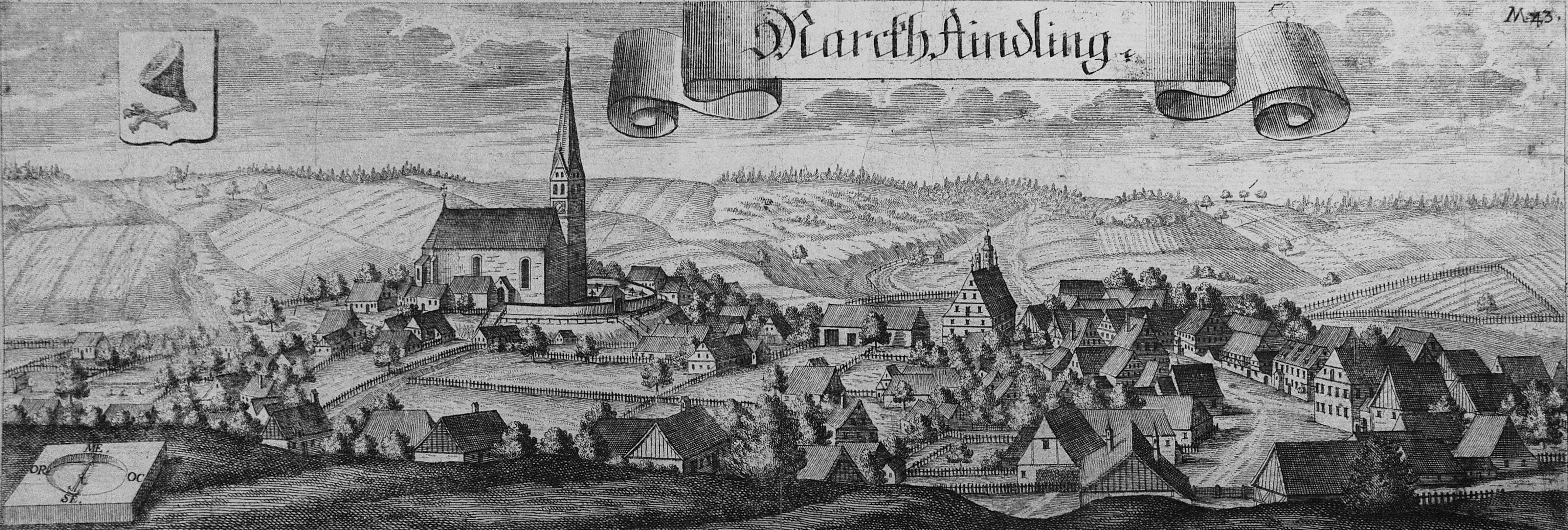
Aindling 1702, Kupferstich von Michael Wening

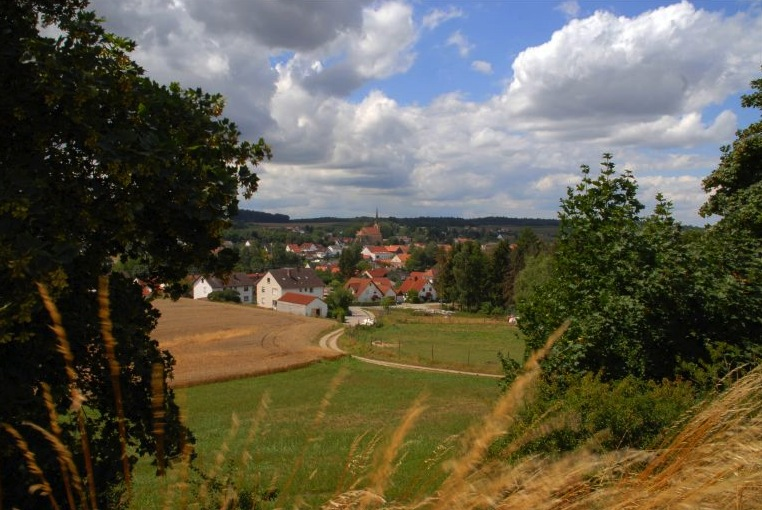
Blick auf Aindling, 2006

### Bis zur Gemeindegründung
Die Entstehung des Orts ist im 6./7. Jahrhundert anzusiedeln. Im Jahr 1033 schenkte Kaiser Konrad II. dem Freisinger Bischof Egilbert den „Königshof Enilingun“ (Aindling), in der Grafschaft des Grafen Udalschalk gelegen, mit allen Rechten und den übrigen Zugehörigkeiten. Die Marktrechtsverleihung erfolgte 1479. Der Markt gehörte zum Rentamt München und zum Landgericht Aichach des Kurfürstentums Bayern.

### 20. Jahrhundert
Der Ort Aindling besaß ein Marktgericht mit magistratischen Eigenrechten. Im Jahr 1906 erfolgte der Bau eines Distriktkrankenhauses, das nach der Schließung des Kreiskrankenhauses 1991 in ein Seniorenheim umgewandelt wurde.

### Religionen
Die katholische Pfarrei Sankt Martin in Aindling gehört zum Dekanat Aichach-Friedberg im Bistum Augsburg. Zur Pfarrei gehören außerdem noch die Filiale Sankt Ulrich in Eisingersdorf, das Benefizium Mariä Heimsuchung in Pichl und die Ortschaften Appertshausen, Binnenbach und Edenhausen. 2013 gehörten der Pfarrei ca. 2437 Katholiken an.
Aindling ist außerdem Sitz der Pfarreiengemeinschaft Aindling, zu der außer der Aindlinger Pfarrei Sankt Martin noch die Pfarreien Sankt Ulrich und Afra in Todtenweis, Sankt Johannes Baptist in Alsmoos und Mariä Heimsuchung in Willprechtszell gehören. 2013 zählte die Pfarreiengemeinschaft knapp 5000 Katholiken.

### Eingemeindungen
Im Zuge der Gebietsreform in Bayern wurden am 1. Oktober 1971 die Gemeinden Gaulzhofen, Hausen, Pichl (mit den am 1. April 1928 eingemeindeten Orten Edenhausen und Eisingersdorf) und Stotzard nach Aindling eingegliedert. Am 1. April 1976 kam Binnenbach hinzu.

### Einwohnerentwicklung
| Jahr      | 1961 | 1970 | 1987 | 1991 | 1995 | 2002 | 2005 | 2010 | 2015 | 2019 |
| Einwohner | 2681 | 2954 | 3471 | 3718 | 3926 | 4324 | 4407 | 4291 | 4348 | 4485 |

Zwischen 1988 und 2019 wuchs die Gemeinde von 3539 auf 4485 um 946 Einwohner bzw. um 26,7 %.

## Politik

### Gemeinderat
Der Gemeinderat setzt sich aus dem 1. Bürgermeister und 16 Gemeinderäten zusammen. Die Gemeinderatswahl am 15. März 2020 führte zu folgendem Ergebnis:
| Parteien                                    |        |        |
| Parteien                                    | Anteil | Sitze  |
| ------------------------------------------- | ------ | ------ |
| CSU/Freie Wählerschaft                      | 58,9 % | 9      |
| Freie Wählergemeinschaft Bürgerwille `76    | 29,5 % | 5      |
| Parteilose Wähler                           | 6,6 %  | 1      |
| Wähler- und Aktionsgemeinschaft Perspektive | 5,0 %  | 1      |
| Wahlbeteiligung                             | 63,4 % | 63,4 % |

### Bürgermeisterin
Erste Bürgermeisterin ist ab 1. Mai 2020 Gertrud Hitzler (CSU/Freie Wählergemeinschaft), die mit 71,7 % am 15. März 2020 gewählt wurde. 18 Jahre lang, von Mai 2002 bis April 2020, war Tomas Zinnecker (CSU/Freie Wählergemeinschaft) Erster Bürgermeister. Selbiger ist im Jahr 2002 Nachfolger von Josef Lentscher (Freie Wählergem. Bürgerwille 76) geworden.

### Wappen
|                                        | Blasonierung: „In Silber ein schwarzer Adlerfang mit rotem Abschnitt.“ |
| Wappenführung seit dem 15. Jahrhundert |                                                                        |

### Gemeindepartnerschaften
Am 21. Mai 1977 wurde eine Partnerschaft mit der französischen Gemeinde Avord geschlossen.
Seit 1959 Jahren besteht eine Freundschaft zwischen den Feuerwehren der Marktgemeinde Aindling und der österreichischen Stadt Fürstenfeld, die am 13. Juni 2009 zu einer offiziellen Gemeindepartnerschaft erweitert wurde.

## Bau- und Bodendenkmäler
- Pfarrkirche St. Martin
- Schloss Pichl

## Wirtschaft und Infrastruktur

### Wirtschaft
Es gab 2016 im Bereich der Land- und Forstwirtschaft 29, im produzierenden Gewerbe 130 und im Bereich Handel, Verkehr und Gastgewerbe 216 sozialversicherungspflichtig Beschäftigte am Arbeitsort. In sonstigen Wirtschaftsbereichen waren am Arbeitsort 397 Personen sozialversicherungspflichtig beschäftigt. Sozialversicherungspflichtig Beschäftigte am Wohnort gab es insgesamt 1914. Im verarbeitenden Gewerbe gab es einen Betrieb, im Bauhauptgewerbe sechs Betriebe. Im Jahr 2010 bestanden 69 landwirtschaftliche Betriebe mit einer Fläche von 2113 ha. Davon waren 1666 ha Ackerfläche und 409 ha Dauergrünfläche.

### Bildung
Im Jahr 2017 gab es folgende Einrichtungen:
- eine Kindertageseinrichtung mit 195 Kindergartenplätzen und 201 betreuten Kindern
- eine Kindertagesstätte mit 80 Plätzen
- eine Grundschule und eine Mittelschule mit insgesamt 30 Lehrern und 427 Schülern (Schuljahr 2016/17)

### Öffentlicher Verkehr

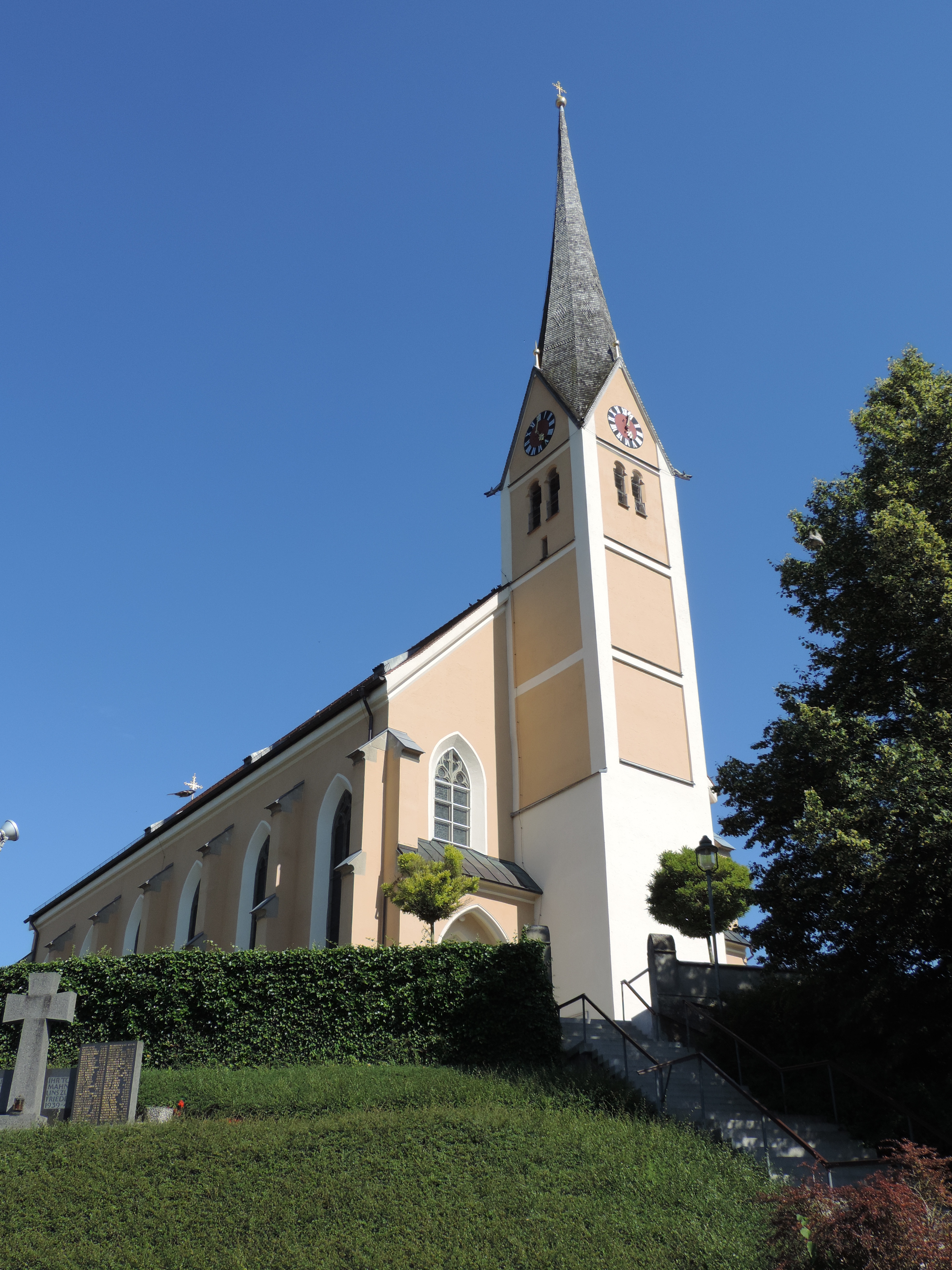
Pfarrkirche St. Martin in Aindling

| Linie  | Linienverlauf | Verkehrsunternehmen                                          |
| ------ | --- | ------------------------------------------------------------ |
| AST227 | Anruf-Sammel-Taxi Rehling – Todtenweis – Aindling – Aichach                                                        | Taxi Schmaus (im Auftrag der DB Regio Bus Bayern GmbH (DRB)) |
| 227    | Rehling – Todtenweis – Aindling – Aichach                                                                          | DB Regio Bus Bayern GmbH (DRB)                               |
| 305    | Aindling – Todtenweis – Rehling – Augsburg Hbf.                                                                    | DB Regio Bus Bayern GmbH (DRB)                               |
| 306    | Aindling – Todtenweis – Gersthofen – Augsburg Nord                                                                 | DB Regio Bus Bayern GmbH (DRB)                               |
| 314    | Aindling – Todtenweis – Reling – Mühlhausen                                                                        | DB Regio Bus Bayern GmbH (DRB)                               |
| 315    | Todtenweis-Bach – Edenhausen – Aindling                                                                            | DB Regio Bus Bayern GmbH (DRB)                               |
| 395    | Nachtbus Augsburg Hbf. – Rehling – Todtenweis – Aindling (verkehrt nur zu bestimmten Anlässen nach Vorankündigung) | DB Regio Bus Bayern GmbH (DRB)                               |

## Söhne und Töchter des Ortes
- Caspar Huberinus (1500–1553), lutherischer Theologe, Erbauungsschriftsteller, Kirchenlieddichter und Reformator
- Heinrich von Hofstätter (1805–1875), Bischof von Passau
- Albrecht Weber (* 1945), Rechtswissenschaftler und Hochschullehrer
- Alfons Higl (* 1964), ehem. Fußballspieler und nun Trainer
- Gerhard Wittmann (* 1964), Schauspieler
- Peter Moreno (* 1965), Bauchredner